# Патопсихология
Патопсихологията е научна дисциплина изучаваща анормалните поведения с цел да ги опише, предвиди, обясни и промени анормалните модели на функциониране. Това знание се прилага в клиничната психология и психиатрията за лечението на пациенти с психологически разстройства.

## Девиациите според психологията
За да се разбере естеството на анормалното поведение, първо трябва да се дефинира какво се разбира под анормално поведение. Днес има следните точки, които отразяват в по-голяма или по-малка степен анормалност, никоя от които не е сама по себе си вярна и не е достатъчен критерий за определянето ѝ.

### Статистическа девиация
Забележима разлика от общото, тоест мнозинството. Много човешки качества се считат за нормално разпространени и колкото повече се отдалечаваме от тях, толкова повече намалява броя на хората, които са в разрез с нормата. Така например качества отвъд някакво обичайно отстояние от възприетите ценности и норми (стандартна девиационна единица) се определят понякога като абнормени, но трябва да присъстват и други фактори, които да сочат еднозначно към психопатология.
Следният пример разяснява статистическата девиация като критерий за анормалност:
Интелектът – ниското интелектуално ниво, показателно чрез IQ точките може да определи умствено изостаналите индивиди – нещо, което се смята за анормално статистически, въпреки че умствено изостанали лица също могат участват пълноценно в живота и да бъдат щастливи. Едновременно с това високоинтелигентните индивиди също отразяват статистическа девиация, но не психопатология.

### Нарушаване на социалните норми
Културните очаквания относно редно/нередно, правилно/неправилно са силно оформящи за социалното поведение на индивидите, съответно силното разминаване с тези очаквания предизвиква представата за анормалност. Това важи особено силно особено по отношение на така наречения културен код – облеклото, маниерите, контактът с очи и прочее. Нарушаването на този иначе невидим и още повече неписан културен код се възприема като анормално поведение. Интегрираността на нормите не просто в обществото, а в неговите членове е толкова силно, че понякога изглежда абсолютно и за това безвъпросно.

### Маладаптивност на поведението
Неадаптивност за постигане на собствените цели, неспособност за адаптиране към живота или маладаптивност по отношение на обществото.

### Личностен стрес или Девиация от идеалното
Личната перспектива изисква определяне на това какво идеалната личност е и съответно неспособността за полагане на усилия, действия и поведение за придържане или търсене на този идеал, който е собствен се възприема като девиация, дори в случаите, когато съответния индивид е видимо функциониращ добре. Става дума за идеал, който всеки човек има за себе си.

### Медицински заболявания
Биогенната дефиниция определя, че физическото заболяване предизвиква анормално поведение, така че то е един вид симптом. Пример за това са дисфункции на невротрансмитерите допамин при шизофрения и серотонин при депресия.